# Simbolo della rupia indiana
Il simbolo della rupia indiana (ISO 4217: INR) è il simbolo utilizzato per indicare la rupia indiana, la valuta ufficiale dell'India. È stato disegnato da Udaya Kumar, ed è stato presentato al pubblico dal Governo dell'India il 15 luglio 2010, in seguito a una selezione dopo un concorso "aperto", tra i residenti indiani.
Il simbolo usa il carattere unicode U+20B9 ₹ INDIAN RUPEE SIGN. Prima della sua adozione i simboli più usati per la rupia erano  Rs, Re o, se il testo era in una delle lingue indiane, un'appropriata abbreviazione in quella lingua.  Il nuovo simbolo è esclusivo della sola rupia indiana. Altri paesi, che adottano la rupia, come Sri Lanka, Pakistan e Nepal, usano ancora il carattere generico U+20A8 ₨ RUPEE SIGN. 
Il 5 marzo 2009 il governo indiano ha annunciato un concorso per creare un simbolo per la ‘rupia’. Durante il Budget di Unione 2010 il Ministro della finanza Pranab Mukherjee ha affermato che ha il simbolo proposto dovrebbe riflettere e catturare l'ethos e la cultura indiani. 
Nell'elenco ristretto erano stati inserite cinque proposte e il Gabinetto ha scelto il simbolo definitivo, creato dall'ex-allievo di IIT D Udaya Kumar, il 15 luglio 2010. 
Il disegno si basa sulla lettera devanagari  "र" (ra) con una doppia linea orizzontale in alto. Richiama anche la lettera latina maiuscola "R", in particolare la R rotunda (Ꝛ).
Le linee parallele in alto (con lo spazio bianco tra loro) sono un'allusione alla bandiera (tricolore) indiana e descrive anche un segno di uguaglianza che simbolizza il desiderio della nazione di ridurre la disparità economica.